# Loxosceles pucara
Loxosceles pucara là một loài nhện trong họ Sicariidae.
Loài này thuộc chi Loxosceles. Loxosceles pucara được miêu tả năm 1967 bởi Gertsch.